# Дивизия Буде (Франция, 1806 год)
Пехотная дивизия Буде (фр. Division d'infanterie de Boudet) — пехотная дивизия Франции периода наполеоновских войн.
С октября 1809 года — Пехотная дивизия Пюто (фр. Division d'infanterie de Puthod).

## Подчинение и номер дивизии
- 4-я, затем 3-я пехотная дивизия 2-го армейского корпуса Армии Италии (23 сентября 1806 года);
- 1-я пехотная дивизия наблюдательного корпуса Великой Армии (29 апреля 1807 года);
- 3-я пехотная дивизия 4-го армейского корпуса Великой Армии (11 ноября 1807 года);
- 4-я пехотная дивизия 4-го армейского корпуса Армии Германии (1 апреля 1809 года);
- 2-я пехотная дивизия Армии Брабанта (20 января 1810 года);
- 2-я пехотная дивизия наблюдательного корпуса Голландии (5 апреля 1810 года).

## Состав дивизии по датам
На 23 сентября 1806 года:
- 2-й полк лёгкой пехоты (командир — полковник Мишель Брайе)
- 56-й полк линейной пехоты (командир — полковник Луи Жангу)
- 93-й полк линейной пехоты (командир — полковник Реми Грийо)[1][2]

На 4 ноября 1806 года:
- командир — дивизионный генерал Жан Буде
- начальник штаба — полковник штаба Антуан Паскали
- 1-я бригада (командир — бригадный генерал Франсуа Фрирьон)
  - 3-й полк лёгкой пехоты / 2 батальона (командир — майор Селестен Гавоти)
  - 93-й полк линейной пехоты / 3 батальона (командир — полковник Реми Грийо)
- 2-я бригада (командир — бригадный генерал Ги Валори)
  - 56-й полк линейной пехоты / 3 батальона (командир — полковник Луи Жангу)
  - конные егеря / 2 эскадрона
    - всего: 8 батальонов, 7880 человека[3]

На 1 мая 1807 года:
- командир — дивизионный генерал Жан Буде
- начальник штаба — полковник штаба Жан Эктор Легро
- 1-я бригада (командир — бригадный генерал Франсуа Фрирьон)
  - 3-й полк лёгкой пехоты / 2 батальона / 1945 человек (командир — майор Селестен Гавоти)
  - 93-й полк линейной пехоты / 2 батальона / 2611 человек (командир — полковник Реми Грийо)
- 2-я бригада (командир — бригадный генерал Ги Валори)
  - 56-й полк линейной пехоты / 3 батальона / 3217 человек (командир — полковник Луи Жангу)
- артиллерия
  - 200 человек
    - всего: 7 батальонов, 7986 человека[4]

На 5 июля 1809 года:
- командир — дивизионный генерал Жан Буде
- начальник штаба — полковник штаба Николя Ловердо
- 1-я бригада (командир — бригадный генерал Реми Грийо)
  - 3-й полк лёгкой пехоты / 2 батальона / 1406 человек (командир — полковник Жан-Батист Ламарк д’Арруза)
  - 93-й полк линейной пехоты / 2 батальона / 1309 человек (командир — полковник Пьер Бодюэн)
- 2-я бригада (командир — бригадный генерал Ги Валори)
  - 56-й полк линейной пехоты / 3 батальона / 1590 человек (командир — полковник Луи Жангу)
- артиллерия
  - 343 человека
    - всего: 7 батальонов, 4657 человека[5]

## Организация дивизии
- штаб дивизии (фр. état-major de la division)
- 2-й полк лёгкой пехоты (фр. 2e régiment d'infanterie légère)

в составе дивизии с 23 сентября 1806 по 4 ноября 1806
- 56-й полк линейной пехоты (фр. 56e régiment d'infanterie de ligne)

в составе дивизии с 23 сентября 1806 по 1 мая 1810
- 93-й полк линейной пехоты (фр. 93e régiment d'infanterie de ligne)

в составе дивизии с 23 сентября 1806 по 1 мая 1810
- 3-й полк лёгкой пехоты (фр. 3e régiment d'infanterie légère)

в составе дивизии с 4 ноября 1806 по 1 мая 1810
- 42-й полк линейной пехоты (фр. 42e régiment d'infanterie de ligne)

в составе дивизии с 25 марта 1807 по 31 марта 1807
- 5-й полк лёгкой пехоты (фр. 5e régiment d'infanterie légère)

в составе дивизии с 9 июля 1809 по 15 марта 1810
- 26-й полк лёгкой пехоты (фр. 26e régiment d'infanterie légère)

в составе дивизии с 15 марта 1810 по 1 мая 1810
- 4-й полк линейной пехоты (фр. 4e régiment d'infanterie de ligne)

в составе дивизии с 15 марта 1810 по 1 мая 1810
- артиллерия дивизии (фр. artillerie de la division)

## Командование дивизии

### Командиры дивизии
- дивизионный генерал Жан Буде (4 ноября 1806 – 14 сентября 1809)
- бригадный генерал Реми Грийо (14 сентября 1809 – 15 октября 1809)
- дивизионный генерал Жак Пюто (15 октября 1809 – 1 мая 1810)

### Начальники штаба дивизии
- полковник штаба Антуан Паскали (4 ноября 1806 – 26 декабря 1806)
- полковник штаба Жан Эктор Легро (26 декабря 1806 – 25 июня 1807)
- полковник штаба Пьер Верже-Дюбаро (25 июня 1807 – 31 мая 1809)
- полковник штаба Николя Ловердо (31 мая 1809 – 5 сентября 1809)
- полковник штаба Жан-Франсуа д’Орсе (5 сентября 1809 – 1 мая 1810)

### Командиры бригад
- бригадный генерал Франсуа Фрирьон (4 ноября 1806 – 30 июня 1809)
- бригадный генерал Ги Валори (4 ноября 1806 – 4 сентября 1809)
- бригадный генерал Реми Грийо (2 июля 1809 – 1 мая 1810)
- бригадный генерал Клод Паннтье (7 августа 1809 – 1 мая 1810)

## Награждённые

### Великие офицеры ордена Почётного легиона
- Жан Буде, 2 июня 1809 – дивизионный генерал, командир дивизии

### Офицеры ордена Почётного легиона
- Луи Жангу, 16 июня 1809 – полковник, командир 56-го линейного полка
- Жан-Батист Ламарк д’Арруза, 16 июня 1809 – полковник, командир 3-го лёгкого полка
- Луи Трокме, 16 июня 1809 – командир батальона 3-го лёгкого полка
- Жан-Луи Дюбретон, 23 июля 1809 – полковник, командир 5-го лёгкого полка
- Жан Мазюриэ, 23 июля 1809 – командир батальона 93-го линейного полка
- Франсуа Эмьон, 23 июля 1809 – командир батальона 3-го лёгкого полка
- Пьер Бодюэн, 13 августа 1809 – полковник, командир 93-го линейного полка
- Николя Ловердо, 13 августа 1809 – полковник, начальник штаба дивизии
- Жорж Рикар, 13 августа 1809 – командир эскадрона, адъютант генерала Буде

### Кавалеры ордена Железной короны
- Жан Буде, 23 декабря 1807 – дивизионный генерал, командир дивизии
- Ги Валори, 2 июля 1809 – бригадный генерал, командир 2-й бригады

### Большой крест датского ордена Даннеброг
- Жан Буде, 23 декабря 1808 – дивизионный генерал, командир дивизии
- Франсуа Фрирьон, 7 февраля 1809 – бригадный генерал, командир 1-й бригады